# Diplotaxis parvicollis
Diplotaxis parvicollis är en skalbaggsart som beskrevs av Henry Clinton Fall 1909. Diplotaxis parvicollis ingår i släktet Diplotaxis och familjen Melolonthidae. Inga underarter finns listade i Catalogue of Life.